# 떠그보이
떠그보이(2004년 4월 10일 ~)는 대한민국의 가수다. 2020년 싱글 《thug freestyle》로 데뷔했다.

## 방송
- 드랍더비트 (2022) - Top48(21위)
- 쇼미더머니 11 (2022) - Top108

## 음반
- thug freestyle (2020)
- YOUNG BOY (2021)
- Go On (2021)
- Learn 2 Win (2021)
- Pain Melody (2021)
- Cut Off (2022)
- Before The Come Up (2022)